# Theresa Grabner

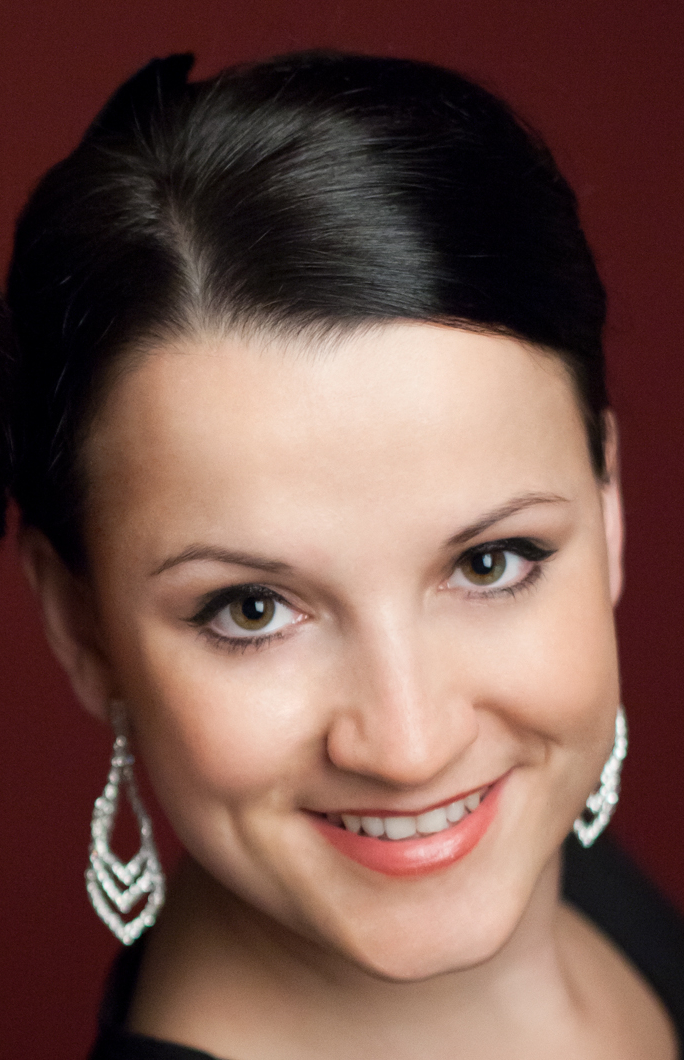
Theresa Grabner

Theresa Grabner (* 1984 in Salzburg) ist eine österreichische Opern-, Operetten-, Oratorien-, Lied- und Konzertsängerin (Sopran).

## Leben
Theresa Grabner wurde in Salzburg geboren und absolvierte nach ihrer Matura am Musischen Gymnasium in Salzburg ihr Magisterstudium bei Rotraud Hansmann an der Universität für Musik und Darstellende Kunst in Wien, welches sie 2009 abschloss. Darüber hinaus studierte sie Liedgesang und Oratorium bei Marjana Lipovsek.
Die junge Sängerin gastierte in der Saison 2004/05 an der Oper Graz als Erster Knabe (Die Zauberflöte) und 2006/07 in der Produktion „Opernreigen in die Zukunft“. 
Im Sommer 2006 gastierte sie bei den Bregenzer Festspielen und im darauffolgenden Jahr 2007 am Festspielhaus St. Pölten in der Produktion „Ritter Blaubart“ als Heloise. 
Beim Lehárfestival Bad Ischl war sie 2007 als Adele und Ida (Die Fledermaus) und 2008 als Mascha (Der Zarewitsch) zu hören, außerdem trat sie in der Saison 2007/08 als Postchristel (Der Vogelhändler) und in der Saison 2008/09 als Lisa (Gräfin Mariza) am Landestheater Salzburg in Erscheinung.
In den Saisonen 2009/10 und 2010/11 war Theresa Grabner Ensemblemitglied am Theater Regensburg und unter anderem in den Rollen Arsena (Der Zigeunerbaron), Susanna (Le nozze di Figaro), Adele (Die Fledermaus) und Lucia (The Rape of Lucretia) zu hören.
Im Juni 2010 sang sie die Papagena (Die Zauberflöte) am Théâtre du Capitol in Toulouse.
Von 2012 bis 2016 war sie Ensemblemitglied am Volkstheater Rostock, wo sie mit den Rollen der Berta (Il barbiere die Siviglia), der Adele (Die Fledermaus), Sand- und Taumann (Hänsel und Gretel), Maria Bellacanta (Hexe Hillery geht in die Oper), Gretel (Hänsel und Gretel), Despina (Cosi fan tutte), Zerlina (Don Giovanni), Nannetta (Falstaff), Blondchen (Entführung aus dem Serail) und Oskar (Ein Maskenball) in Erscheinung trat. In dieser Zeit war sie auch mit der Norddeutschen Philharmonie u. a. in der 4. Symphonie von Gustav Mahler, im Deutschen Requiem von J. Brahms und in der Krönungsmesse von W.A. Mozart zu hören.
Im Sommer 2015 war sie als Eliza Doolittle (My Fair Lady) beim Lehárfestival in Bad Ischl und bei Klassik am Dom in Linz gemeinsam mit Michael Schade, Angelika Kirchschlager und dem Bruckner Orchester Linz zu hören.
Seit der Saison 2016/17 ist Theresa Grabner Ensemblemitglied am Landestheater Linz.